# O Escaravelho do Diabo (filme)
O Escaravelho do Diabo é um filme de suspense e aventura baseado no bestseller infanto-juvenil homônimo. O livro, publicado pela primeira vez em 1956, é de autoria da mineira Lúcia Machado de Almeida e foi um dos grandes sucessos da série literária Vagalume. Já o filme é o primeiro longa do diretor Carlo Milani.
As filmagens aconteceram no primeiro semestre de 2015, com locações nas cidades de Campinas, Amparo, Monte Alegre do Sul, Holambra e Jaguariúna.

## Enredo
Alberto é um menino de 12 anos que leva uma vida normal em uma pacata cidade do interior. Como muitos garotos de sua idade, não gosta de fazer lições de casa, é apaixonado por uma menina na escola e tem em seu irmão mais velho, Hugo, seu maior ídolo.
Quando Hugo é brutalmente assassinado após receber uma caixa contendo um escaravelho dentro, Alberto, mesmo abalado, se põe em uma investigação incansável para descobrir quem matou seu irmão. Junto ao delegado Pimentel, o garoto vive esse drama policial, tentando chegar à verdade mais rápido do que esse serial killer obcecado por ruivos chegas às suas vítimas, em especial Raquel, a menina por quem é apaixonado.

## Elenco
- Thiago Rosseti como Alberto Maltese
- Bruna Cavalieri como Raquel
- Marcos Caruso como Delegado Rubens Pimentel
- Jonas Bloch como Padre Paulo Alfonso
- Lourenço Mutarelli como Jardineiro
- Augusto Madeira como Almeida
- Celso Frateschi como Jairo Saturnino
- Thogun Teixeira como Neto
- Bianca Müller como Verônica
- Cirillo Luna como Hugo Maltese
- Ana Cecília Costa como Delegada Dora
- Bruce Gomlevsky como Louzeiro
- Selma Egrei como Dona Dulce
- Regina Remencius como Dona Catarina
- Karin Rodrigues como Diretora Maria Aparecida
- Isaac Bardavid como Diretor Magalhães
- Jairo Mattos como Marmaduke
- Roney Facchini como Professor

## Produção
O diretor Carlo Milani conta que, apesar de não ter sido uma criança muito ligada à leitura, foi cativado pelo clássico "O Escaravelho do Diabo". Anos depois, já mais velho, chegou em casa e viu uma edição do livro em cima da mesa da sala. Era de sua filha. Ali nasceu o projeto, mais de uma década antes do lançamento do filme. Para obter direitos de filmagem, Milani teve que procurar a família da autora. Deu-se bem na abordagem. O próximo passo foi dado junto à Sara Silveira, produtora conhecida por bancar projetos de cineastas de primeira viagem. Sara conta que, em 2007, foi abordada em uma churrascaria por um "mala" que disse que ainda trabalhariam juntos. Em 2008, ao chegar em uma reunião na Globo Filmes, o reencontrou: "Os executivos estavam lá, mas o diretor estava atrasado. Quando ele apareceu, olhei para aquele menino e vi que era o mala de um ano antes. Ele me disse: 'Eu não falei que você iria fazer um filme comigo? Achei tudo isso tão curioso que resolvi aceitar."

## Recepção
O filme obteve um desempenho de bilheteria satisfatório, vendendo aproximadamente 77 mil ingressos entre os dias 15 e 24 de abril e recebendo muitas críticas positivas.
"Milani fez seu filme todo certo. "O Escaravelho" é um ótimo suspense." - Estadão
"O filme de Carlo Milani, uma obra de peso e respeito, que faz jus à fama adquirida por diversas gerações e pronta para conquistar um número ainda maior de admiradores através da expressão audiovisual." - Papo de Cinema
"Despretensioso e competente" - Rio Show
"Carlo Milani migrou confortavelmente da TV para o cinema, construindo uma história de suspense que mantém a evolução aflitiva do texto original sem carregar no sadismo ou na sanguinolência desmedida." - Vice
"“O Escaravelho do Diabo” tem ritmo adequado, consegue manter a atenção do público e o roteiro apresenta as esperadas reviravoltas do gênero policial." - Literatura Policial